# Сантмаргац
Сантмаргац (монг. Сантмаргац) – з 1925 року сомон Завханського аймаку, Монголія. Територія 2,4 тис. км², населення 1,56 тис. Центр сомону Холбоо розташоване на відстані 1400 км від Улан-Батора та 292 км від Уліастаю.

## Рельєф
Низькі гори та піщаний степ. Неглибокі річки та солоні озера

## Економіка
Багатий на мідну руду, кухонну сіль та будівельну сировину.

## Клімат
Різкоконтинентальний клімат. Середня температура січня -25 градусів, липня + 15-20 градусів. у середньому протягом року випадає 100-200 мм опадів.

## Фауна
Водяться вовки, лисиці, зайці, корсаки, аргалі, дикі кози.  Багато риб та птахів.

## Соціальна сфера
Сфера обслуговування, будинки відпочинку, школа, лікарня 
.